# Sân bay Bagasbas
Sân bay Bagasbas (tiếng Filipin: Paliparan ng Bagasbas, tiếng Bikol: Palayogan nin Bagasbas) (IATA: DTE, ICAO: RPUD), cũng có tên là Sân bay Daet, là một sân bay ở Daet, tỉnh Camarines Norte, Philippines. Đây là sân bay duy nhất ở Camarines Norte. Sân bay này được phân loại sân bay thứ cấp hay sân bay thương mại nội địa nhỏ. Sân bay này hoạt động từ thập niên 1930, lấy tên theo địa phương mà sân bay này tọa lạc Barangay Bagasbas ở Daet.

## Các hãng hàng không và các tuyến điểm
Các hãng hàng không sau đây hoạt động tại sân bay Bagasbas:
- South East Asian Airlines (Manila, Naga [theo mùa])

### Hãng đã từng hoạt động tại đây
- Philippine Airlines